# 长瓣繁缕
长瓣繁缕（学名：Stellaria bungeana）是石竹科繁缕属的植物。分布在俄罗斯等地，生长于海拔100米至500米的地区，目前尚未由人工引种栽培。

## 异名
- Stellaria bungeana Fenzl var. stubendorfii (Regel) Y. C. Chu